# Кокдала (Жамбылский район)
Кокдала (каз. Көкдала) — село в Жамбылском районе Алматинской области Казахстана. Входит в состав Аксенгирского сельского округа. Код КАТО — 194237400.
В 2022 году в селе была построена первая и единственная школа. До этого местные ученики учились в соседних посёлках.

## Население
В 1999 году население села составляло 266 человек (136 мужчин и 130 женщин). По данным переписи 2009 года, в селе проживало 297 человек (158 мужчин и 139 женщин).